# فورتونلا
فورتونلا (انگلیسی: Fortunella) فیلمی به کارگردانی ادواردو ده فیلیپو و محصول کشور ایتالیا است که در سال ۱۹۵۸ منتشر شد.

## پیرنگ
ناندا دیوتالِوی، معروف به «فورتونلا»، دختر فقیری است که در محله سمساران رم زندگی می‌کند و معشوقه یکی از آن‌ها به نام «پپینو» است. برای نجات پپینو، فورتونلا خودش مسئولیت جرم دریافت اموال دزدی را که توسط پپینو انجام شده، می‌پذیرد و به زندان می‌افتد. اما پس از آزادی، می‌فهمد که پپینو با زن دیگری به نام «آملیا» زندگی می‌کند؛ بعد از یک مشاجره، فورتونلا این مرد خیانتکار را ترک می‌کند.
در فراز و نشیب‌های زندگی پرفراز و نشیب خود، فورتونلا به یک خیال دلخوش است؛ خیالی که انگیزه و دلیل زندگی اوست: او به شدت باور دارد که دختر نامشروع شاهزاده گیدوبالدی است که قصر او دقیقاً در همان محله زندگی فورتونلا قرار دارد. او به یاد می‌آورد که در کودکی، شاهزاده او را با خود برده بود و همین خاطره باعث شده داستانی خیالی برای خود بسازد.
یک روز، فورتونلا با استاد سرگردانی به نام گولفیه‌رو پاگانیکا آشنا می‌شود که پس از شنیدن داستانش، قول کمک به او می‌دهد. آن‌ها با هم به گروهی از بازیگران سیار ملحق می‌شوند که زیر چادری بزرگ در ساحل رود تیبر اجرا دارند، اما بی‌احتیاطی‌های گولفیه‌رو باعث حوادثی می‌شود که نمایش را خراب می‌کند.
فورتونلا دوباره با پپینو دیدار می‌کند، اما خیلی زود می‌شنود که گولفیه‌رو در بیمارستان بستری شده است؛ این استاد آواره به زودی می‌میرد و یک کلبه مخروبه را برای فورتونلا به ارث می‌گذارد.
شاهزاده گیدوبالدی که با گولفیه‌رو دوستی دیرینه داشته و وصی اوست، فورتونلا را به قصر دعوت می‌کند. فورتونلا با شجاعت، داستانش را برای شاهزاده تعریف می‌کند، اما شاهزاده پیر به او ثابت می‌کند که در دوره‌ای که موضوع داستان است، در هند بوده است. فورتونلا ناامید و دل‌شکسته می‌شود، اما تصمیم می‌گیرد برای همیشه از پپینو جدا شود.
او در نهایت با گروه بازیگران می‌ماند تا بتواند روی صحنه همان بخش شاهزاده‌گونه‌ای را ایفا کند که در زندگی واقعی، در آرزوی آن بود و فکر می‌کرد حق اوست.

## بازیگران
- جولیتا ماسینا
- آلبرتو سوردی
- ادواردو ده فیلیپو
- ناندو برونو
- گویدو چلانو
- کارلو داپورتو
- کارلو دله پیانه
- پال داگلاس
- فرانکو مارتزی
- میمو پُلی
- انریکو گلوری